# Lurcy
Lurcy est une commune française, située dans le département de l'Ain en région Auvergne-Rhône-Alpes. Elle est située dans la Dombes, face au Beaujolais et à quelques kilomètres de la Saône.
Ses habitants s'appellent les Luperciens.

## Géographie
Village situé sur la rive gauche de la Saône.

### Climat
Pour des articles plus généraux, voir Climat d'Auvergne-Rhône-Alpes et Climat de l'Ain.
En 2010, le climat de la commune est de type climat océanique altéré, selon une étude du CNRS s'appuyant sur une série de données couvrant la période 1971-2000. En 2020, Météo-France publie une typologie des climats de la France métropolitaine dans laquelle la commune est exposée à un climat de montagne ou de marges de montagne et est dans la région climatique Bourgogne, vallée de la Saône, caractérisée par un bon ensoleillement (1 900 h/an), un été chaud (18,5 °C), un air sec au printemps et en été et des vents faibles.
Pour la période 1971-2000, la température annuelle moyenne est de 11,9 °C, avec une amplitude thermique annuelle de 18,2 °C. Le cumul annuel moyen de précipitations est de 807 mm, avec 9,5 jours de précipitations en janvier et 6,9 jours en juillet. Pour la période 1991-2020, la température moyenne annuelle observée sur la station météorologique de Météo-France la plus proche, « St-Georges-Reneins », sur la commune de Saint-Georges-de-Reneins à 5 km à vol d'oiseau, est de 12,2 °C et le cumul annuel moyen de précipitations est de 723,2 mm,. Pour l'avenir, les paramètres climatiques de la commune estimés pour 2050 selon différents scénarios d'émission de gaz à effet de serre sont consultables sur un site dédié publié par Météo-France en novembre 2022.

## Urbanisme

### Typologie
Au 1er janvier 2024, Lurcy est catégorisée commune rurale à habitat dispersé, selon la nouvelle grille communale de densité à 7 niveaux définie par l'Insee en 2022.
Elle est située hors unité urbaine. Par ailleurs la commune fait partie de l'aire d'attraction de Lyon, dont elle est une commune de la couronne,. Cette aire, qui regroupe 397 communes, est catégorisée dans les aires de 700 000 habitants ou plus (hors Paris),.

### Occupation des sols
L'occupation des sols de la commune, telle qu'elle ressort de la base de données européenne d’occupation biophysique des sols Corine Land Cover (CLC), est marquée par l'importance des territoires agricoles (88,5 % en 2018), en diminution par rapport à 1990 (91,1 %). La répartition détaillée en 2018 est la suivante : 
terres arables (78,3 %), zones agricoles hétérogènes (10,2 %), zones urbanisées (9,7 %), eaux continentales (1,8 %).
L'évolution de l’occupation des sols de la commune et de ses infrastructures peut être observée sur les différentes représentations cartographiques du territoire : la carte de Cassini (XVIIIe siècle), la carte d'état-major (1820-1866) et les cartes ou photos aériennes de l'IGN pour la période actuelle (1950 à aujourd'hui).

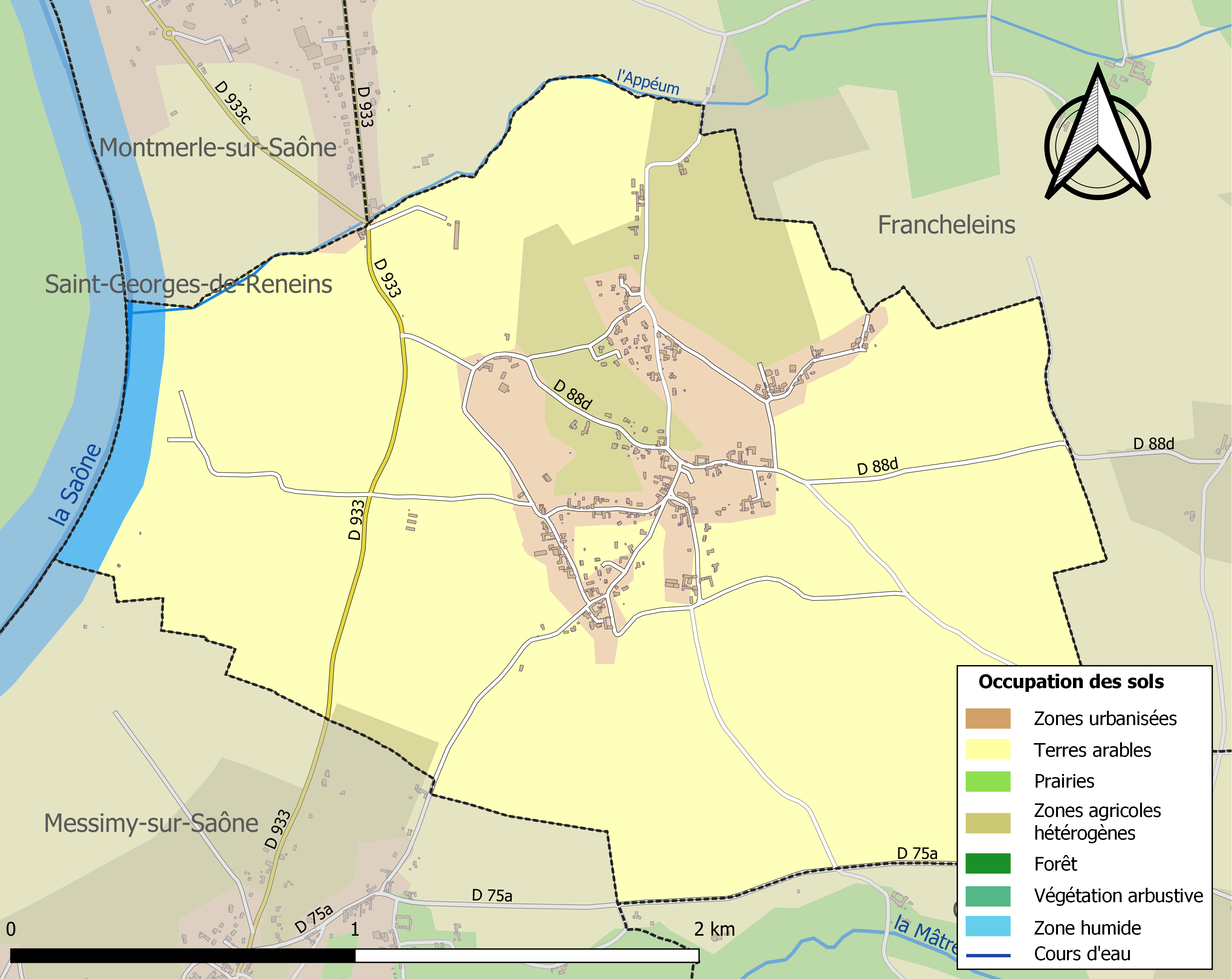
Carte des infrastructures et de l'occupation des sols de la commune en 2018 (CLC).

## Toponymie
Mentionné sous des formes diverses dans différents textes médiévaux rédigés en latin ( villa qui dicitur Luier ; in villa Luherciaco ; prioratus de Lurciaco ), puis devint, au fil du temps, Lurce, Lucieu, Luriceu, Lurcieu et enfin Lurceu (prononcé Lurcéou) à l’époque où la région faisait partie de la zone dite des parlers franco-provençaux. Après la Révolution et jusqu’à l’Empire, Lurcy était orthographié Lurci. C’est seulement au XIXe siècle qu’apparaît définitivement le nom de Lurcy.[réf. nécessaire]
Issu du mot d'origine burgonde composé de leudh, « le peuple » et de ricks, « riche, puissant » et du suffixe gallo-romaine iacum, (le domaine de) Liùdricus signifiant « puissant par le peuple ou le maître du peuple »[Information douteuse].

## Politique et administration

### Découpage territorial
La commune de Lurcy est membre de la communauté de communes Val de Saône Centre, un établissement public de coopération intercommunale (EPCI) à fiscalité propre créé le 1er janvier 2017 dont le siège est à Montceaux. Ce dernier est par ailleurs membre d'autres groupements intercommunaux.
Sur le plan administratif, elle est rattachée à l'arrondissement de Bourg-en-Bresse, au département de l'Ain et à la région Auvergne-Rhône-Alpes. Sur le plan électoral, elle dépend du  canton de Villars-les-Dombes pour l'élection des conseillers départementaux, depuis le redécoupage cantonal de 2014 entré en vigueur en 2015, et de la quatrième circonscription de l'Ain  pour les élections législatives, depuis le dernier découpage électoral de 2010.

### Administration municipale
| Période                                  | Période   | Identité             | Étiquette | Qualité                                   |
| ---------------------------------------- | --------- | -------------------- | --------- | ----------------------------------------- |
| mars 1989                                | 1998      | Bernard Bozonnet     |           |                                           |
| 1998                                     | juin 2003 | Johann Hubschmann    |           |                                           |
| 2003                                     | mars 2008 | Jean-Michel Alacoque |           |                                           |
| mars 2008                                | En cours  | Nathalie Bisignano   | SE        | Professeure des écoles - réélue mars 2014 |
| Les données manquantes sont à compléter. |           |                      |           |                                           |

## Démographie
L'évolution du nombre d'habitants est connue à travers les recensements de la population effectués dans la commune depuis 1793. Pour les communes de moins de 10 000 habitants, une enquête de recensement portant sur toute la population est réalisée tous les cinq ans, les populations de référence des années intermédiaires étant quant à elles estimées par interpolation ou extrapolation. Pour la commune, le premier recensement exhaustif entrant dans le cadre du nouveau dispositif a été réalisé en 2006.
En 2022, la commune comptait 404 habitants, en évolution de +6,6 % par rapport à 2016 (Ain : +5,15 %, France hors Mayotte : +2,11 %).
| 1793 | 1800 | 1806 | 1821 | 1831 | 1836 | 1841 | 1846 | 1851 |
| ---- | ---- | ---- | ---- | ---- | ---- | ---- | ---- | ---- |
| 218  | 234  | 384  | 282  | 372  | 376  | 390  | 415  | 397  |

| 1856 | 1861 | 1866 | 1872 | 1876 | 1881 | 1886 | 1891 | 1896 |
| ---- | ---- | ---- | ---- | ---- | ---- | ---- | ---- | ---- |
| 360  | 342  | 333  | 318  | 323  | 311  | 315  | 297  | 289  |

| 1901 | 1906 | 1911 | 1921 | 1926 | 1931 | 1936 | 1946 | 1954 |
| ---- | ---- | ---- | ---- | ---- | ---- | ---- | ---- | ---- |
| 289  | 280  | 294  | 255  | 239  | 219  | 203  | 213  | 227  |

| 1962 | 1968 | 1975 | 1982 | 1990 | 1999 | 2006 | 2011 | 2016 |
| ---- | ---- | ---- | ---- | ---- | ---- | ---- | ---- | ---- |
| 225  | 194  | 182  | 197  | 199  | 257  | 379  | 392  | 379  |

| 2021 | 2022 | - | - | - | - | - | - | - |
| ---- | ---- | - | - | - | - | - | - | - |
| 393  | 404  | - | - | - | - | - | - | - |

## Culture et patrimoine

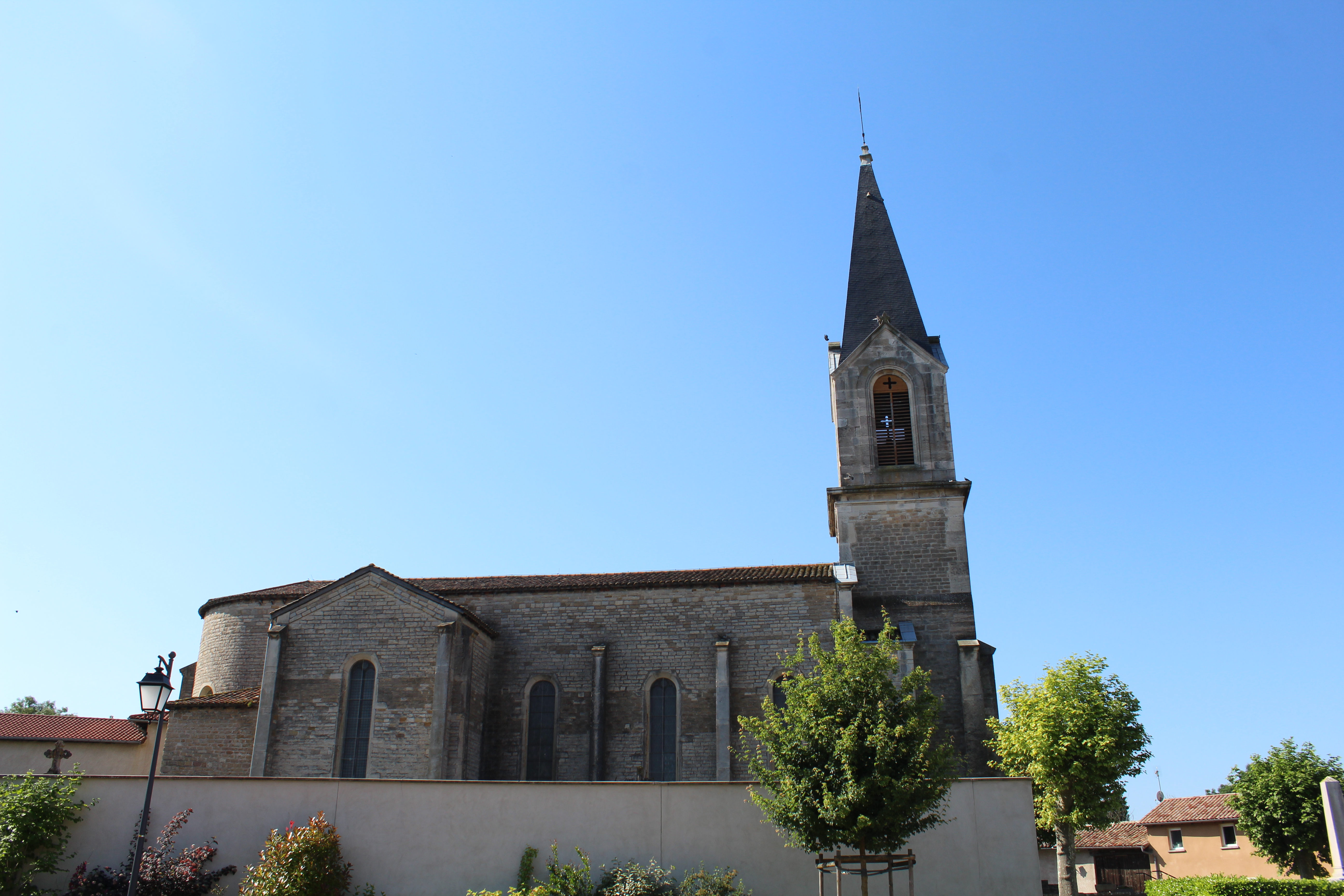
Église Saint-Étienne.

### Lieux et monuments
- Reste du château de Lurcy fondé au début du XIVe siècle par un vassal des comtes de Savoie[19]. Construit au début du XIVe siècle, le premier titulaire, exerçant à ce titre la justice et l’administration fut, à compter du 13 mars 1312 Philippe de Laye. Sa descendante, Jeanne de Laye épousa Pierre de Saint-Romain au XVe siècle. Lorsque le connétable de Bourbon, souverain des Dombes, fit allégeance à l’empereur Charles Quint au lieu de François Ier, Philibert de Saint-Romain suivit son exemple. Pour cette raison, il fut arrêté par les troupes royales de François Ier et décapité à Paris en août 1524 sur la place de grève (actuelle place de l’Hôtel-de-Ville). Le château de Lurcy fut alors confisqué et donné par François Ier à Pierre de Vuarti, grand maître des eaux et forêts de France, qui le conserva jusqu’en 1540. Il céda alors sa seigneurie de Lurcy à Pierre de Saint-Romain et le château revenait donc dans cette famille. Isabelle de Saint-Romain épousa Hugues de Nagu, seigneur de Varennes, et la famille de Nagu le conserva jusqu’en 1560 en titre de baronnie. Il fut ensuite vendu à Martial Carette, écuyer du roi, qui le donna à Antoine Compain, dont la fille Anne-Barbe épousa Jean-Claude de Fay. Puis le 18 juin 1742, il fut attribué, par adjudication judiciaire, à Fleury Bordeaux, né en 1721 à Lyon et qui était alors trésorier de France à la Généralité de Lyon. Il appartenait encore à cette famille en 1789.
- Église Saint-Étienne. Construite au IXe siècle à l’époque carolingienne sous le patronage de saint Étienne, elle faisait partie de l’Église métropolitaine de Lyon (confirmé en 885 par le roi Charles III le Gros, roi de Francie orientale et empereur d’Occident, puis en 892 par le roi Louis de Provence, et en 910 par le pape Sergius III). Elle passa ensuite sous l’autorité de l’abbaye de Cluny qui établit plus tard à Lurcy un prieuré, confié au seigneur local, Philippe de Laye (confirmé en 1312 par Pierre de Savoie, archevêque de Lyon). En 1654, Lurcy était vicairie de Montmerle.